# 松下重綱
松下 重綱（まつした しげつな）は、安土桃山時代から江戸時代前期にかけての武将・大名。遠江国久野藩2代藩主、常陸国小張藩主、下野国烏山藩主。のちに陸奥国二本松藩初代藩主。官位は右兵衛尉。

## 生涯
天正7年（1579年）、近江源氏西條氏庶流松下氏の当主で、かつて豊臣秀吉が少年だった頃、主君として仕えていた松下之綱の次男として誕生。秀吉に仕え、のち豊臣秀次に属した。天正16年（1588年）、右兵衛尉に任官された。慶長3年（1598年）に父が死去したため家督を継いで遠江久野藩1万6000石の領主となる。
慶長5年（1600年）の関ヶ原の戦いでは東軍に与して本戦に参戦し、石田三成軍と戦うなど活躍したものの、慶長8年（1603年）、無断で城の石垣を築いた罪科により常陸小張（おばり）藩に移封させられた。小張には重綱が考案した小張松下流綱火（国の重要無形民俗文化財）を遺した。慶長19年（1614年）からの大坂の陣にて活躍した功績により、元和2年（1616年）に2万800石に加増された。元和9年（1623年）、下野烏山藩へ移封となった。
寛永4年（1627年）、舅にあたる加藤嘉明が会津40万石に加増移封されると、娘婿だった重綱も陸奥二本松藩5万石に加増移封され、嘉明の与力大名となった。同年10月2日に死去した。享年49。長男・長綱が跡を継いだ。

## 系譜
- 父：松下之綱（1537-1598）
- 母：松下連昌娘
- 正室：星覚院 - 加藤嘉明長女
  - 長男：松下長綱（1610-1658）
- 生母不明の子女 - 佃和高室